# Featherstone Castle
Featherstone Castle er en stor gotisk herregård, der ligger ved floden South Tyne omkring 5 km sydvest for byen Haltwhistle i Northumberland, England.
En herregård på stedet tilhørte Featherstonehaugh-familien i 1000-tallet. Den spillede en vigtig rolle i konflikterne mellem englænderne og skotterne. I 1541 blev ejedommen beskrevet som et beboelsestårn, der var beboet af Thomas Featherstonehaugh.
I 1600-tallet blev den købt af Sir William Howard (far til  1. jarl af Carlisle) og blev ombygget og udvidet betragteligt.
Det er en listed building af første grad.